# Исидора Бјелица
Исидора Бјелица (удата Пајкић; Сарајево, 10. децембар 1966 — Београд, 5. август 2020) била је српска књижевница, публицисткиња и ТВ водитељка.

## Биографија
Исидора Бјелица рођена је у Сарајеву 10. децембра 1966. године. Њени родитељи су Димитрије Бјелица и Невенка Ђуровић, а деда по мајци књижевник Душан Ђуровић.
У Сарајеву је и завршила гимназију. Затим је завршила Факултет драмских уметности у Београду (одсек драматургија) и магистрирала на истом факултету са тезом „Технотрилер као савремени облик трагедије”.
Као ТВ аутор радила је неколико пројеката, од тога Клот—Фркет на БК телевизији и БН телевизији, и Исидорин љубавни водич на телевизији Метрополис.
Била је велики хуманиста и учествовала је у небројеним хуманитарним акцијама. Њена мисија да помаже другима видљива је и у њеним последњим књигама које је писала док се борила са болешћу а са циљем да помогне другима. Улагала је целу себе у напорима да помаже другима.
Ауторка је више од 40 књига посвећених различитим генерацијама.
Осим тога, написала је више позоришних комада и радио драма. Редитељ је филма Дорћол-Менхетн. У позоришту је режирала Сарајку у Београду и комедију свог супруга Небојше Пајкића, Мархатана.
Превођена је на неколико страних језика. Била је колумниста у више листова (Курир, Лиса, Плејбој).

## Смрт
Преминула је 5. августа 2020. године од рака дојке. Комеморација је одржана у Сава центру 8. августа 2020, кремација и сахрана су биле истог дана у Алеји заслужних грађана на Новом гробљу у Београду.

## Приватни живот
Била је удата за Небојшу Пајкића с којим је имала двоје деце, Лава Григорија Пајкића и Вилу Евангелину Пајкић.

## Награде
- 2009: Награда Браћа Карић

## Дела
| Име књиге                                                                     | Издавач                                      | Година                    |
| ----------------------------------------------------------------------------- | -------------------------------------------- | ------------------------- |
| Први пробуђени                                                                | КОС, Београд                                 | 1986.                     |
| Господар сретних предмета                                                     | Сфаирос, Београд                             | 1989.                     |
| Озлоглашена                                                                   | СИА, Београд                                 | 1992.                     |
| ЉOТИЋ, Трагедија у три чина (са Небојшом Пајкићем)                            | Смедерево-Бирмингхам                         | 1993.                     |
| Нове српске даме                                                              | Орбис, Београд                               | 1994.                     |
| Вереница ратног злочинца                                                      | ПБС, Београд-Весмарк-Мадрид ПБС              | 1994.                     |
| Протоколи политарт мудраца или контраиницијације                              | Велвет, Београд                              | 1994.                     |
| Озлоглашена                                                                   | Кнјига-комерц, Београд                       | 1994.                     |
| Исидора Димитријевна Бјелица и Сузана Луна Лу — Сексепистоларни роман         | Млечни пут, Београд                          | 1996.                     |
| Тајни живот славних Српкиња                                                   | Народна књига, Београд                       | 1998.                     |
| Принцезе ди Монтенегро                                                        | Народна књига, Београд                       | 2000.                     |
| Вереница ратног злочинца                                                      | Књига-комерц, Београд                        | 2000.                     |
| Дорћол-Менхетен / Сарајка у Београду                                          | Књига-комерц. Београд                        | 2000.                     |
| Сајбер Аристотел                                                              | Чигоја, Београд                              | 2000.                     |
| Сентиментално путовање (са Димитријем Бјелицом)                               | Књига-комерц, Београд                        | 2001.                     |
| Виртуелна курва                                                               | Народна књига, Београд                       | 2001.                     |
| Женске приче                                                                  | Чигоја, Београд                              | 2001.                     |
| Непристојна писма мушкарцима                                                  | Чигоја, Београд                              | 2001.                     |
| Краљице Сербске                                                               | Књига-комерц, Београд                        | 2001.                     |
| Псовачи и друге драме                                                         | Чигоја, Београд                              | 2001.                     |
| (Мајра Колинс) Шта жене хоће                                                  | Књига-комерц, Београд                        | 2001.                     |
| (Патрик Монро, Едвард Рудек) Теорија српске завере                            | Књига-комерц, Београд                        | 2001.                     |
| Озлоглашена                                                                   | Књига-комец, Београд                         | 2002.                     |
| Ко је ко стварно у Србији                                                     | Књига-комерц, Београд                        | 2002.                     |
| Тајне владара Сербских                                                        | Књига-комерц, Београд                        | 2002.                     |
| Принцезе ди Монтенегро                                                        | Зограф, Ниш                                  | 2003.                     |
| Љубав у Каиру                                                                 | Зограф, Ниш                                  | 2003.                     |
| Љубав у Бејруту                                                               | Зограф, Ниш                                  | 2003.                     |
| Љубав у Тунису                                                                | Зограф, Ниш                                  | 2003.                     |
| Исидора, мој живот, мој скандал                                               | Вескамр, Београд                             | 2003.                     |
| Србија без оргазма                                                            | Боок-Марсо, Београд                          | 2003.                     |
| Тајни живот П. П. Његоша                                                      | Књига-комерц, Београд                        | 2003.                     |
| Исидора — Непристојна писма мушкарцима                                        | Весмарк, Београд                             | 2003.                     |
| Како преживети порођај у Србији                                               | Књига-комерц, Београд                        | 2003.                     |
| Тајни живот славних Српкиња                                                   | Књига-комерц, Београд                        | 2003. (у ЦИП-у пише 2002) |
| 101 мушкарац у четири годишња доба                                            | Боок-Марсо, Београд                          | 2003.                     |
| Казабланка                                                                    | Књига-комерц, Београд                        | 2004.                     |
| Љубав у Каиру                                                                 | Дерета, Београд                              | 2004.                     |
| Љубав у Бејруту                                                               | Дерета, Београд                              | 2004.                     |
| Љубав у Емиратима                                                             | Дерета, Београд                              | 2004.                     |
| Љубав у Тунису                                                                | Дерета, Београд                              | 2004.                     |
| Апостоли урбаног Београда                                                     | Дерета, Београд                              | 2004.                     |
| Последњи хришћанин                                                            | Дерета, Београд                              | 2004.                     |
| Тајна Титовог кревета                                                         | Књига-комерц, Београд                        | 2004.                     |
| Тајна друштва у Србији од средњег века до данас                               | Весмарк, Београд                             | 2004.                     |
| Вреле ноћи на Синају                                                          | (Лиса роман — спец. издање)                  | август 2004.              |
| Љубавник из Лох Неса                                                          | (Лиса роман — спец. издање)                  | октобар 2004.             |
| Љубавна лавина                                                                | (Лиса роман — спец. издање)                  | децембар 2004.            |
| Ко је ко стварно у Србији (са Небојшом Пајкићeм)                              | Књига-комерц, Београд                        | 2005.                     |
| Протоколи политарт мудраца                                                    | Љубитељи књиге, Нови Сад                     | 2005.                     |
| Новац, страсти и лажи                                                         | Драганић, Београд                            | 2005.                     |
| Непристојна писма мушкарцима                                                  | Драганић, Београд                            | 2005.                     |
| Сарајка у Београду и друге комедије                                           | Драганић, Београд                            | 2005.                     |
| Вереница ратног злочинца                                                      | Драганић, Београд                            | 2005.                     |
| Виртуелна курва                                                               | Драганић, Београд                            | 2005.                     |
| 101 мушкарац у четири годишња доба                                            | Драганић, Београд                            | 2005.                     |
| Дама из Санторинија                                                           | Љубитељи књиге, Нови Сад                     | 2005.                     |
| Српски демократcки куплерај                                                   | КЗ Љубитељи књиге, Нови Сад                  | 2005.                     |
| Виртуелна курва                                                               | Ма-но, Нова Горица                           | 2005.                     |
| Принцезе ди Монтенегро                                                        | Књига-комерц, Београд                        | 2005.                     |
| Први пробуђени и друге приче                                                  | Драганић, Београд                            | 2005.                     |
| Највеће мистерије Србске историје                                             | Уна-Пресс, Београд                           | 2005.                     |
| Српски демократски куплерај                                                   | КЗ „Љубитељи киге”, Нови Сад                 | 2005.                     |
| Мали водич за љубавну срећу                                                   | Драганић, Београд                            | 2006.                     |
| Волети и умрети на Карибима                                                   | Феникс Либрис, Београд — будућност, Нови Сад | 2006.                     |
| Љубав у Тунису                                                                | КЗ „Љубитељи књиге”, Нови Сад                | 2006.                     |
| Дама из Монака                                                                | КЗ „Љубитељи књиге”, Нови Сад                | 2006.                     |
| Највеће љубави: Исидора Данкан и Сергеј Јесењин (Дајана Моузли)               | Књига—комерц — „Базар”, Београд              | 2006.                     |
| Највеће љубави: Џон Ф. Кенеди и Мерилин Монро (Мелвин Хендерсон)              | Књига—комерц — „Базар”, Београд              | 2006.                     |
| Највеће љубави: Наполеон и Жозефина (Жаклин Ф. Деместер)                      | Књига—комерц — „Базар”, Београд              | 2006.                     |
| Највеће љубави: Елизабез Тејлор и Ричард Бартон (Гленда Мекендрик)            | Књига—комерц — „Базар”, Београд              | 2006.                     |
| Највеће љубави: Ф. М. Достојевски (Константин Колчак)                         | Књига—комерц — „Базар”, Београд              | 2006.                     |
| Највеће љубави: Цар Николај и Александра Романов (Хелена Ф. Баршаков)         | Књига—комерц — „Базар”, Београд              | 2006.                     |
| Највеће љубави: Лорд Бајрон и Леди Каролајн (Ида Голдвотер)                   | Књига—комерц — „Базар”, Београд              | 2006.                     |
| Највеће љубави: Принцеза Дајана и Доди Ал Фајед (Патриша Дикинсон)            | Књига—комерц — „Базар”, Београд              | 2006.                     |
| Српкиња                                                                       | КЗ „Љубитељи књиге”, Нови Сад                | 2007.                     |
| Пут око света за 25 дана                                                      | Лагуна, Београд                              | 2007.                     |
| Апостоли урбаног Београда                                                     | Лагуна, Београд                              | 2007.                     |
| Љубав у Бејруту                                                               | КЗ „Љубитељи књиге”, Нови Сад                | 2007.                     |
| Тајни живот П. П. Његоша                                                      | Драганић, Београд                            | 2007.                     |
| Тајна Титовог кревета                                                         | Драганић, Београд                            | 2007.                     |
| Највеће мистерије Србске историјe (са Владислава Златановић „Луна Лу”)        | Драганић, Београд                            | 2007.                     |
| Забрањена писма; Секс(е)пистоларни роман                                      | Лагуна, Београд                              | 2007.                     |
| 101 мушкарац у четири годишња доба са Вила-Еванђелина Пајкић                  | Драганић, Београд                            | 2008.                     |
| Деда Мраз, дебели и мршави                                                    | Пајкић и син                                 | 2008.                     |
| Црногорске принцезе руско-црногорско издање; превод: Наталија Ненезић         | Визатрис, Београд-Подгорица                  | 2008.                     |
| Тајна књига                                                                   | Лагуна, Београд                              | 2008.                     |
| Тајни живот славних Српкиња (репринт)                                         | Књига-комерц, Београд                        | 2008.                     |
| Озлоглашена (репринт)                                                         | Мирослав, Београд                            | 1992.                     |
| Краљице Сербске (репринт)                                                     | Књига-комерц, Београд                        | 2001.                     |
| Магија шешира                                                                 | -                                            | 2008.                     |
| Последња љубав                                                                | Драганић, Београд                            | 2008.                     |
| Србија без оргазма                                                            | Драганић, Београд                            | 2008.                     |
| Мој деда Луј Витон                                                            | Лагуна, Београд                              | 2009.                     |
| Српкиња                                                                       | Лагуна, Београд                              | 2009.                     |
| Писма: секс(е)пистоларни роман (коаутор: Луна Лу)                             | Лагуна, Београд                              | 2009.                     |
| Секс, острва и друге приче                                                    | Зограф, Ниш                                  | 2009.                     |
| Дама из Монака                                                                | Лагуна, Београд                              | 2010.                     |
| Библија за купохоличарке или Све о путовањима и куповини широм земаљске кугле | Вајс и Милер, Београд                        | 2010.                     |
| Када куме кувају (први српски роман-кувар)                                    | Лагуна, Београд                              | 2011.                     |
| Мојот Дедо Луј Витон                                                          | Матица, Скопје                               | 2011.                     |
| Љубав у Емиратима                                                             | Лагуна, Београд                              | 2011.                     |
| Роман о прељуби                                                               | Лагуна, Београд                              | 2011.                     |
| Шопохолик Бајбл                                                               | Епл, Амејзон и-бук                           | 2011.                     |
| Авато                                                                         | Лагуна, Београд                              | 2012.                     |
| Спас                                                                          | Лагуна, Београд                              | 2013.                     |
| Спас 2                                                                        | Лагуна, Београд                              | 2014.                     |